# Discurs sobre les ciències i les arts
El Discurs sobre les ciències i les arts (Discours sur les sciences et les arts en francés) és un text de Jean-Jacques Rousseau escrit en el marc del concurs de l'Acadèmia de Dijon del 1749. Rousseau hi dona veu a l'heroi romà Gai Fabrici Luscí. Guanyador del concurs, Rousseau va veure el seu assaig, que anava en contra de les idees il·lustrades, àmpliament criticat, però que li donà, als 38 anys, una celebritat controvertida, dotze anys abans de la seua obra principal El contracte social.

## Resum
Tal com ho requeria la competició, el discurs respon a una pregunta: es tractava de determinar "si la restauració de la ciència i les arts ha contribuït a depurar la moral".
Rousseau presenta així el seu assaig: "Quin costat he de prendre en aquesta qüestió? Aquell, senyors, que convé a una persona honesta que no sap res, i que no és estimat menys per això".
L'autor planteja en dues parts una diatriba contra les ciències i les arts que corrompen la moral i allunyen les persones de la virtut i les qualitats guerreres.

Rousseau es refereix a una edat primitiva mítica:
| « | Si la culture des sciences est nuisible aux qualités guerrières, elle l'est encore plus aux qualités morales. C'est dès nos premières années qu'une éducation insensée orne notre esprit et corrompt notre jugement. Je vois de toutes parts des établissements immenses, où l'on élève à grands frais la jeunesse pour lui apprendre toutes choses, excepté ses devoirs. (Si la cultura de la ciència és perjudicial per a les qualitats dels guerrers, encara és més perjudicial per a les qualitats morals. Des dels nostres primers anys una educació sense sentit adorna les nostres ments i corromp el nostre judici. Veig establiments immensos per tot arreu, en què els joves es crien amb un gran cost per ensenyar-los tot, menys els seus deures.) | » |

Però hi afegeix:
| « | On ne peut réfléchir sur les mœurs, qu'on ne se plaise à se rappeler l'image de la simplicité des premiers temps. C'est un beau rivage, paré des seules mains de la nature, vers lequel on tourne incessamment les yeux, et dont on se sent éloigner à regret. Quand les hommes innocents et vertueux aimaient à avoir les dieux pour témoins de leurs actions, ils habitaient ensemble sous les mêmes cabanes. (No podem reflexionar sobre la moral si no ens agrada recordar la imatge de la senzillesa dels primers temps. És una riba preciosa, adornada només per les mans de la natura, cap a la qual girem constantment els ulls, i de la qual sentim que ens allunyem amb recança. Quan a les persones innocents i virtuoses els agradava tenir els déus com a testimonis de les seues accions, vivien juntes a les mateixes cabanes.) | » |

Rousseau afirma que la ciència i les arts han corromput la moral i han camuflat el jou dels tirans ocupant les persones amb inutilitats i fent-los oblidar la seua servitud. De fet, "la ciència, la literatura i les arts estenen garlandes de flors sobre les cadenes de ferro amb què estan carregades les persones, hi sufoquen el sentiment d'aquesta llibertat originària per la qual semblaven haver nascut, els fan estimar la seua esclavitud i en formen allò que anomenem pobles civilitzats." La multiplicació de les comoditats de la vida, i la perfecció de les arts han fet desaparéixer les virtuts militars.
| « | Il n’a point fallu de maîtres à ceux que la nature destinait à faire des disciples. Les Verulams, les Descartes et les Newtons, ces précepteurs du genre humain n’en ont point eu eux-mêmes, et quels guides les eussent conduits jusqu'où leur vaste génie les a portés? (Aquells a qui la natura pretenia fer deixebles no necessitaven mestres. Els Verulam, els Descartes i els Newton, aquests preceptors de l'espècie humana no en tenien, i quins guies els haurien portat fins on els va portar el seu vast geni? | » |

Contra el coneixement corruptor de la ciència, la literatura i l'art, Rousseau valora la ignorància i la simplicitat virtuosa. Ataca el refinament de les persones acostumades a la ciència i a l'art, i els oposa una imatge de persones vigoroses i guerreres. Tot i que perjudicials per a la majoria, les ciències i les arts no perjudiquen, però, grans persones com René Descartes o Isaac Newton:
| « | Nos âmes se sont corrompues à mesure que nos sciences et nos arts se sont avancés à la perfection. (…) On a vu la vertu s'enfuir à mesure que leur lumière s'élevait sur notre horizon, et le même phénomène s'est observé dans tous les temps et dans tous les lieux. (Les nostres ànimes s'han corromput a mesura que les nostres ciències i arts han avançat en perfecció. (…) En vam veure fugir la virtut mentre la seua llum s'elevava al nostre horitzó, i el mateix fenomen s'observa en tots els temps i llocs.) | » |

La publicació d'aquest assaig provocà una viva polèmica, i Rousseau va respondre a determinades crítiques. Així, el duc de Lorena, deposat rei de Polònia, Estanislau I de Polònia publicà una Resposta al discurs que guanyà el premi de l'Acadèmia de Dijon a la qual Rousseau respongué amb Observacions de Jean-Jacques Rousseau, de Ginebra, sobre la resposta que es feu al seu Discurs.

## Posteritat
L'obra es va traduir parcialment al Japó a començament de la dècada dels 1880 per Nakae Chômin, amb el títol Hikaikaron (L'A-civilització), amb l'objectiu de criticar des d'un punt de vista rousseaunià l'entusiasme japonés pel tema de la civilització (bunmei) i l'utilitarisme benthamita.

## Cronologia
- Octubre del 1749: Rousseau s'assabenta de la pregunta de l’Acadèmia de Dijon pel Mercure de France. Parla del seu projecte amb Denis Diderot i en comença a escriure'l.
- Març del 1750: Envia el text a l’Acadèmia de Dijon.
- 9 de juliol del 1750: l’Acadèmia concedeix el premi al Discours.
- Gener del 1751: Publicació del Discours sur les sciences et les arts, sense nom d'autor, amb la menció Per un ciutadà de Ginebra. L'esment de l'editor ginebrí és un subterfugi, perquè l'obra ix de la premsa de la Llibreria Pissot de París.[4]